# هیرواکی تاکاهاشی
هیرواکی تاکاهاشی (انگلیسی: Hiroaki Takahashi؛ زادهٔ ۱ ژانویهٔ ۱۹۷۶) جودوکار اهل ژاپن است.